# Genappe
Genappe (en való Djinape) és un municipi belga del Brabant Való a la regió valona. Comprèn les viles fusionades de Genappe, Baisy-Thy, Bousval, Glabais, Houtain-le-Val, Loupoigne, Vieux-Genappe i Ways. L'1 de gener del 2024 tenia 16.051 habitants.